# Cu rốc Malabar
Cu rốc Malabar (Danh pháp khoa học: Psilopogon malabaricus) là một loài chim cu rốc nhỏ trong họ Megalaimidae được tìm thấy ở Tây Ghats, Ấn Độ. Nó đã từng được coi là một phân loài của loài Psilopogon rubricapillus. Nó có sự phân bố chồng chéo ở một số nơi với Psilopogon haemacephalus có tiếng kêu tương tự nhưng nhanh hơn. Loài này có thể phân biệt với P. haemacephalus bởi khuôn mặt và cổ họng màu đỏ.

## Phân bố và môi trường sống
Loài này được tìm thấy ở Tây Ghats từ vùng Goa về phía Nam đến Kerala trong rừng thường xanh ẩm ướt, chủ yếu ở độ cao dưới 1.200 m. Chúng cũng được tìm thấy trong các vùng đất trồng cây cà phê. Chúng thường ghé sống trong các loài cây Ficus, tham gia vào các đàn chim cùng với bồ câu xanh và sáo.

## Tập tính và sinh thái
Những con chim này thường được nhìn thấy sống từng cặp trong suốt mùa sinh sản, nhưng chúng sồng thành bầy khi không trong mùa sinh sản. Mùa sinh sản chủ yếu từ tháng 2 đến tháng 3 trước mùa mưa.
Chúng sẽ làm tổ, các lỗ tổ được đục phía dưới các cành cây mỏng. Phải mất 18 ngày để làm xong một cái tổ. Những lỗ tổ này thường bị những con cu rốc to hơn phá toác ra trong cố gắng làm rộng lỗ tổ. Một tổ được làm mỗi năm. Nhiều lỗ có thể được làm và bất kỳ lỗ dư ra nào đều có thể được sử dụng để đậu ngủ. Hai trứng được đẻ trong một ổ. Chúng được ấp từ 14 đến 15 ngày. Trứng của loài chim này có thể bị các loài sóc cọ (Funambulus sp.) ăn trộm và chúng cũng thường bị những con chim trưởng thành xua đuổi. Các trứng không nở được chim bố mẹ loại bỏ.
Trong tuần đầu tiên, chim non được cho ăn sâu bọ sau đó chúng được cho ăn trái cây. Chim non sẽ ra ràng sau 35 ngày.
Loài này chủ yếu ăn trái cây nhưng đôi khi ăn cả ấu trùng của bọ cánh cứng, mối, kiến và sâu bướm nhỏ. Tại Kerala, do cây ăn quả bị hạn chế chủ yếu ở các loài Ficus, đặc biệt là các loài Ficus retusa, Ficus gibbosa và Ficus tsiela. Khi ăn trái cây nhỏ, chúng thường có xu hướng mổ khoét hơn là nuốt quả. Trong mùa không sinh sản, chúng tham gia các đàn chim kiếm ăn hỗn hợp loài.